# Actinostygnoides carus
Genre
Espèce
Actinostygnoides carus, unique représentant du genre Actinostygnoides, est une espèce d'opilions laniatores de la famille des Stygnidae.

## Distribution
Cette espèce est endémique du Cuyuni-Mazaruni au Guyana. Elle se rencontre vers Kamakusa.

## Description
La femelle holotype mesure 2,2 mm.

## Publication originale
- Goodnight & Goodnight, 1942 : « Phalangids from British Guiana. » American Museum Novitates, no 1167, p. 1–13 (texte intégral).